# C/1702 H1
La comète C/1702 H1 est une comète non périodique, qui était visible à l'œil nu en 1702, découverte par Francesco Bianchini et Giacomo Filippo Maraldi le 20 avril 1702. 
C'est la 10e plus proche comète, passant près de la Terre à 0,0437 UA (6 537 000 km) le 20 avril 1702.
Nicolas Louis de Lacaille en 1761 et Johann Karl Burckhardt en 1807 ont calculé des orbites paraboliques très semblables.

## Histoire
Bianchini et Maraldi ont découvert la comète dans le ciel du matin le 20 avril 1702. La comète était juste au-dessus de l'horizon et on a dit qu'elle ressemblait à une « étoile nébuleuse ».
Une découverte indépendante a été faite par Maria Margarethe Kirch (Berlin, Allemagne) le 21 avril 1702, et par Philippe de La Hire (Paris, France) le 24 avril.
La dernière observation de la comète a été faite par Bianchini et Maraldi, le 5 mai 1702.